# Rasta Knast
Rasta Knast és un grup de punk rock alemany format a Celle a principis de 1997.

## Història
Els dos fundadors, Martin K. i Andreas Höhn, van descobrir la seva passió pel punk suec i en dos dies van gravar l'EP Prøbegepøgt amb tres versions d'Asta Kask i, més endavant el projecte es va convertir en un grup.
L'àlbum de debut titulat Legal Kriminal es va gravar el gener de 1998 i va incloure algunes versions de cançons punk escandinaves amb les lletres traduïdes a l'alemany. L'octubre de 1999 es va publicar el segon àlbum The Cat Bites in Wire. El mateix any, Rasta Knast va enregistrar l'EP Turistas alemanes asesin@s que inclou també tres versions de bandes punk espanyoles. La banda es va separar per primera vegada l'estiu del 2000.
El 2007 es va publicar l'àlbum Live in São Paulo i van fundar el seu propi segell Varning! För Punk Records. El gener de 2009 es va publicar l'EP Friede, Freude, Untergang.

## Discografia
- Prøbegepøgt (EP, 1997)
- Legal Kriminal (Mini-LP/CD, 1998)
- Die Katze beißt in Draht (LP/CD, 1999)
- Turistas alemanes asesin@s (EP, 2000)
- Varning! (EP compartit amb Troublemakers, 2000)
- Bandera Pirata (LP/CD, 2001)
- Marcas da revolta (Split-LP/CD mit Agrotóxico, 2003)
- Kanpai (EP compartit amb Crispy Nuts, 2003)
- Live in São Paulo (CD, 2007)
- Friede, Freude, Untergang (EP/MCD, 2009)
- Tertius Decimus (CD 2010)
- Trallblut (LP/CD, 2012)
- Split (compartit amb Shöck, 2022)[5]
- Split 2 (compartit amb Dv Hvnd, 2023)